# Ахар-ховла
Ахар-ховла (чечен. Ахьар хьовла) — традиционное национальное блюдо чеченцев, в состав которого входят кукурузная мука, топленое масло, сахар и вода. Слово «ахьар» по-чеченски означает «из кукурузной муки», «хьовла» — «халва». Кукурузную халву готовили при похоронах.

## Описание
Для приготовления разогревается кастрюля, в ней размешивается масло топленое, сахар и вода. Варится до полного испарения воды. При варке постепенно ссыпают и помешивают кукурузную муку. Перемешивают массу и выкладывают на сковороду для окончательной её обжарки. Готовую халву выкладывают на широкий поднос, нарезав на небольшие кубики к чаю.